# Børneteater
Børneteater er teater målrettet børn. Teater for børn kan have to formål: Det kan være ren underholdning eller have en pædagogisk indfaldvinkel, der har til formål at stimulere børnene. 

## Børneteatre i Danmark
Ishøj Teater er et af Danmarks mest besøgte børneteatre.

## Eksterne links
- Wikimedia Commons har flere filer relateret til Børneteater

| Kunst og kultur | Spire Denne artikel om scenekunst og teater er en spire som bør udbygges. Du er velkommen til at hjælpe Wikipedia ved at udvide den. |